# Adulão
Adulão é uma cidade mencionada na Bíblia. Ela foi uma das cidades reais dos Cananeus (Josué 12:15; 15:35). Ela permaneceu próxima à estrada a qual posteriormente tornou-se a Estrada romana no Vale de Elá, a cena da vitória memorável de David sobre Golias (1 Samuel 17:2) e não distante de Gate. Foi uma das cidades que Roboão fortificou contra o Egito (2 Crônicas 11:7). Miqueias profetiza que "a glória de Israel" chegará à Adulão (Miqueias 1:15), em referência a Jesus. Já os estudiosos da Bíblia de Estudos de Genebra sugerem que “assim como Davi tinha fugido para a caverna de Adulão (II Sm 23.13), assim também os líderes (“a glória”) fugirão”. Foi em uma de suas cavernas que Davi se refugiou quando estava fugindo do rei Saul (1 Samuel 22:1).